# An-Naml

An-Naml w kaligrafii arabskiej

An-Naml (arab. ‏سورة النمل‎) jest 27. surą Koranu. Sura ta opowiada o prorokach, takich jak Mojżesz, Salomon i Salih. Najbardziej rozbudowana jest historia Salomona. Koran stwierdza, iż dudek poinformował go, że w dalekim kraju żyje potężna królowa oddająca cześć Słońcu. Była to Bilkis, królowa Saby. Salomon udał się do jej kraju i nawrócił ją na monoteizm. Sura opisuje również cuda Mojżesza znane z Księgi Wyjścia.